# デューデンビュッテル
デューデンビュッテル (ドイツ語: Düdenbüttel) は、ドイツ連邦共和国ニーダーザクセン州のシュターデ郡に属す町村（以下、本項では便宜上「町」と記述する）である。

## 地理
デューデンビュッテルは、ザムトゲマインデ・オルデンドルフ＝ヒンメルプフォルテンの一部をなす。首邑であるデューデンビュッテルの他小集落のグレーフェンモーアとヴァンセンモーアがこの町に属している。

## 歴史
この集落の最初の記録は、1059年7月20日付のブレーメン大司教アーダーベルトの文書で、「Dudanebutli」という名で記述されている。この中で、修道女 Riquur がデューデンビュッテルのブレーメン教会の所領について語っている。
1132年にシュターデ伯は、創立間もない聖ゲオルク修道院に土地を寄贈した。そのなかにデューデンビュッテルの農場が含まれていた。また、1204年にライン宮中伯ハインリヒの文書にNenenbutleという名で記述され、1334年の大司教ブルヒャルトの文書にも登場する。ヒンメルプフォルテン修道院は1418年にデューデンビュッテルに所領を拡大した。
1500年頃にはフェルデンの登記簿にデューデンビュッテルの7つの農場が記録されており、その後の100年間に新しい小さな農村集落や小規模農場が形成され、その数は倍になった。
1633年に2人のデューデンビュッテル出身者と思われる女性がオルデンドルフの大司教裁判所で魔女裁判を受けた。リューネブルクとミュンスターの軍勢によるシュターデ包囲戦の際、1675年にデューデンビュッテルは甚大な被害を受けた。1715年に、首邑から現在の連邦道B73号線沿いに約2km離れた場所に数件の農家が集まって、グレーフェンモーア小集落が形成された。
1764年の大火でデューデンビュッテルの大部分が焼失した。この大火の後、寄附によってデューデンビュッテルに初めての学校が設立された。1772年、デューデンビュッテルに農業改革が行われ、デューデンビュッテルの全耕地に対してジャガイモの作付け指定がなされた。1821年には、ハノーファー王国の農業改革が始まった。1830年に湿地の小集落ヴァイセンモーアが創設された。1834年にはデューデンビュッテルを通る幹線道路が建設された。1895年、デューデンビュッテルはオルデンドルフの教会組織からヒンメルプフォルテンの教会組織に改編された。
1853年にグレーフェンモーア地区にオランダ風車ギャラリーが開設された。この風車は火災にあった後、1874年と1896年に 2度再建されたものである。1994年から1995年にかけて修復された現在の風車「アマンダ」はデューデンビュッテルの保護文化財となっている。
第一次世界大戦の戦中・戦後にデューデンビュッテルとヴァイセンモーアは東プロイセンからの難民を引き受けた。1929年にヴァイセンモーアは自治体デューデンビュッテルに合併した。
第二次世界大戦では、戦争捕虜が招集された住民（その多くが亡くなった）の仕事を引き継いだ。戦争末期デューデンビュッテルは砲火に曝された。戦後は旧ドイツ東部領土からの避難民がデューデンビュッテルに住みついた。
1972年からデューデンビュッテルはザムトゲマインデ・ヒンメルプフォルテンに参加している。

### 地名
地名の語尾の「-büttel」は「butli」という単語に由来する。この語は居住地を意味する。語の前半部は Dudoまたは Dudaという人名から生じたものである。すなわち、この集落名は「DudoまたはDudaという人物の居住地または農場」にちなんで名付けられた。

## 行政

### 議会
デューデンビュッテルの町議会は 8議席からなる。

### 紋章
基部は銀地に赤い3本の炎。その上が青地で金の馬勒、鞍を着けた馬に乗る、金の兜を被った銀色の騎士が描かれている。
このデザインは、1754年3月29日の村の火災にまつわる伝説に由来する。その直後、シュターデから白馬に乗った騎士が火災に襲われたデューデンビュッテルにやって来た。彼は村に着くと堂々とした声で叫んだ「これまでだ。そして二度と起こるな！」その後、彼は二度と振り返ることなく、ヒンメルプフォルテン方面にギャロップで駆けていった。

### 旗
この町の旗は、同じ幅の水平な2本の帯（上が白、下が赤）からなり、その中央に紋章が描かれている。

## 文化と見所

### スポーツ
1948年に創設されたスポーツクラブ、SVデューデンビュッテルのファウストボール男子チームの成功は、デューデンビュッテルを有名にした。1977年からこのデューデンビュッテルのクラブチームはファウストボールのブンデスリーガでプレイしている。このクラブには、テニス、卓球、体操といった種目がある。
1984年からは乗馬クラブもある。

## 経済と社会資本
デューデンビュッテルには2009年時点で、12社の農業業者、35軒の営業・小売業者がある。

### 交通
この町を連邦道B73号線が通っている。この道路はシュターデやハンブルクとこの町を結んでいる。ハインボッケルとは郡道57号線で結ばれている。

## 引用
1. ↑  Landesamt für Statistik Niedersachsen, LSN-Online Regionaldatenbank, Tabelle A100001G: Fortschreibung des Bevölkerungsstandes, Stand 31. Dezember 2023